# Good Days
"Good Days" é uma canção da cantora estadunidense SZA. Foi lançado pela Top Dawg Entertainment e RCA em 25 de dezembro de 2020, como o single principal de seu segundo álbum de estúdio, SOS (2022). SZA escreveu a música ao lado de Jacob Collier, que fornece vocais de fundo, e com os produtores Carter Lang, Los Hendrix e Nascent. "Good Days" é um R&B alternativo e uma música pop alternativa.
"Good Days" foi um sucesso comercial e alcançou a posição nove na Billboard Hot 100, tornando-se o primeiro hit solo de SZA entre os dez primeiros e o terceiro geral na parada. Fora dos Estados Unidos, também alcançou o top 10 na Austrália, Bélgica, Irlanda, Malásia, Nova Zelândia e Cingapura, e alcançou a posição sete na Billboard Global 200.
A canção foi aclamada pela crítica e indicada para Melhor Canção de R&B no 64º Grammy Awards.

## Antecedentes e lançamento
SZA lançou a música pela primeira vez em 15 de julho de 2020, por meio dos seus stories no Instagram. "Good Days" foi originalmente apresentada no final do videoclipe de "Hit Different", lançado em setembro de 2020, levando a especulações entre os ouvintes de que serviria como lado B desse single. Em 21 de outubro de 2020, SZA explicou que a música estava "em liberação" para lançamento. Uma semana antes do lançamento, ela confirmou que a faixa sairia antes de 2021. A música acabou sendo lançada como uma surpresa no dia de Natal de 2020. Após o lançamento, a cantora revelou que começou a escrever a música durante uma sessão no aniversário de Carter Lang e "terminou aleatoriamente recentemente".

## Composição
Apelidada de "faixa nostálgica", "Good Days" mostra SZA cantando sobre "amor anterior, busca da alma e alegria despreocupada" sobre "pedaços de riffs com toques de guitarra", enquanto ela faz uso de seus "vocais sonhadores". Em comparação com sua antecessora, a música "consegue atingir um tom muito mais melódico e narrativo que a coloca mais de acordo com sua saída de CTRL".
O tom ascendente inserido no final da música é um easter egg da canção "In Too Deep" de Jacob Collier.

## Desempenho nas paradas
Nos Estados Unidos, "Good Days" entrou na Billboard Hot 100 no número 38 como a estreia mais alta da semana. A música subiu para o número 23 na semana seguinte. A canção mais tarde alcançou um novo pico no número 9 no Hot 100, tornando-se o primeiro single top dez de SZA como artista solo, o segundo top 10 como artista principal seguindo "All the Stars" e o terceiro no total, incluindo "What Lovers Do" com Maroon 5. A canção também alcançou o pico de número três na parada Hot R&B/Hip-Hop Songs e número sete no Global 200, seu pico mais alto em qualquer uma das paradas até o momento.

## Aclamação
| Publicação | Prêmio                          | Classificação |        |
| ---------- | ------------------------------- | ------------- | ------ |
| Pitchfork  | As 100 Melhores Canções de 2021 | 20            | [ 23 ] |

| Ano  | Organização            | Prêmio               | Resultado | Ref(s) |
| ---- | ---------------------- | -------------------- | --------- | ------ |
| 2021 | MTV Video Music Awards | Melhor Vídeo de R&B  | Indicado  | [ 24 ] |
| 2022 | prêmio Grammy          | Melhor Canção de R&B | Indicado  | [ 24 ] |

## Videoclipes
Dois videoclipes foram lançados para "Good Days". Ambos os vídeos foram dirigidos por SZA.

### Videoclipe oficial dos fãs
Em 13 de janeiro de 2021, SZA tweetou um pedido para que os fãs enviassem vídeos de seus "momentos mais felizes, mais tristes [e] SEUS MAIS FEIOS" para um endereço de e-mail, com prazo até sábado à meia-noite. O vídeo do fã foi lançado em 10 de fevereiro de 2021 e apresentava uma compilação de vídeos enviados pelos fãs sincronizando os lábios com a música, além de apresentar os momentos mencionados intercalados com cenas dos bastidores do vídeo oficial.

### Videoclipe musical
Em 5 de março de 2021, o videoclipe oficial foi lançado. O vídeo se passa com SZA vivenciando uma experiência psicodélica induzida por cogumelos. Ele apresenta cenas de dança SZA enquanto enterrada da cintura para cima em um enorme jardim inspirado em Alice no País das Maravilhas e pole dance em uma biblioteca. Jacob Collier aparece no vídeo como o homem na televisão verde. De maneira semelhante ao vídeo de "Hit Different", o vídeo termina com um teaser de "Shirt" e apresenta SZA dançando no poste em um posto de gasolina vazio enquanto é banhada por uma iluminação rosa.

## Créditos e pessoal
Créditos adaptados do Tidal.
- Solána Rowe – vocais, escrita, composição
- Jacob Collier – vocais, escrita, composição
- Carlos Muñoz – escrita, composição
- Carter Lang – escrita, composição, produção
- Christopher Ruelas – escrita, composição
- Loshendrix – produção
- Nascente – produção
- Shawn Everett – mixagem
- Joe Visciano - mixagem adicional
- Rob Bisel – engenharia de gravação, produção vocal

## Desempenho nas tabelas musicais
| Parada (2021)                                              | Melhor posição |
| ---------------------------------------------------------- | -------------- |
| Austrália (ARIA)                                           | 7              |
| Áustria (Ö3 Austria Top 75)                                | 73             |
| Bélgica (Ultratip Bubbling Under de Flandres)              | 2              |
| Bélgica (Ultratip Bubbling Under da Valônia)               | 42             |
| Canadá (Canadian Hot 100)                                  | 12             |
| Dinamarca (Hitlisten)                                      | 24             |
| Finland Radio (Suomen virallinen radiolistasijoitus)       | 19             |
| Finland Streaming (Suomen virallinen striimilistasijoitus) | 3              |
| França (SNEP)                                              | 174            |
| Global 200 (Billboard)                                     | 7              |
| Islândia (Plötutíðindi)                                    | 14             |
| Irlanda (IRMA)                                             | 8              |
| Lituânia (AGATA)                                           | 10             |
| Malásia (RIM)                                              | 8              |
| Países Baixos (Single Top 100)                             | 39             |
| Nova Zelândia (Recorded Music NZ)                          | 3              |
| Noruega (VG-lista)                                         | 15             |
| Portugal (AFP)                                             | 30             |
| Singapura (RIAS)                                           | 8              |
| Eslováquia (Singles Digitál Top 100)                       | 56             |
| Suécia (Sverigetopplistan)                                 | 26             |
| Suíça (Schweizer Hitparade)                                | 39             |
| Reino Unido (UK Singles Chart)                             | 13             |
| Reino Unido (OCC UK R&B)                                   | 5              |
| Estados Unidos (Billboard Hot 100)                         | 9              |
| Estados Unidos (Billboard R&B/Hip-Hop Songs)               | 3              |
| Estados Unidos (Billboard Hot R&B/Hip-Hop Airplay)         | 23             |
| Estados Unidos (Billboard Mainstream Top 40)               | 33             |
| Estados Unidos (Billboard Rhythmic)                        | 16             |

| Parada (2021)                        | Melhor posição |
| ------------------------------------ | -------------- |
| Austrália (ARIA)                     | 36             |
| Canadá (Canadian Hot 100)            | 67             |
| Global 200 (Billboard)               | 78             |
| Nova Zelândia (Recorded Music NZ)    | 24             |
| Portugal (AFP)                       | 157            |
| UK Singles (OCC)                     | 90             |
| US Billboard Hot 100                 | 52             |
| US Hot R&B/Hip-Hop Songs (Billboard) | 21             |

## Histórico de lançamento
| Região         | Encontro               | Formato(s)                 | Rótulo | Ref.   |
| -------------- | ---------------------- | -------------------------- | ------ | ------ |
| Vários         | 25 de dezembro de 2020 | Descarga digital streaming | RCA    | [ 69 ] |
| Estados Unidos | 12 de janeiro de 2021  | Rádio contemporâneo urbano | RCA    | [ 70 ] |
| Itália         | 29 de janeiro de 2021  | Rádio                      | Sony   | [ 71 ] |